# Griffen
Griffen (slovenska: Grebinj) är en köpingskommun i förbundslandet Kärnten i Österrike. Kommunen har 3 393 invånare (2024). 
Kommunen består av 35 orter (Ortschaften) (inom parentes invånarantal 1 januari 2024):

- Altenmarkt (222)
- Enzelsdorf (193)
- Erlach (111)
- Gariusch (34)
- Gletschach (54)
- Griffen (771)
- Griffnergemeinde (130)
- Großenegg (55)
- Grutschen (34)
- Haberberg (80)
- Kaunz (107)
- Kleindörfl (40)
- Klosterberg (3)
- Langegg (49)
- Lichtenwald (12)
- Limberg (18)
- Lind (96)
- Obere Gemeinde (0)
- Poppendorf (146)
- Pustritz (214)
- Rakounig (199)
- Rausch (74)
- Salzenberg (9)
- St. Kollmann (89)
- St. Leonhard an der Saualpe (15)
- Schloßberg (141)
- Stift Griffen (5)
- Tschrietes (22)
- Untergrafenbach (12)
- Untergreutschach (112)
- Unterrain (51)
- Wallersberg (192)
- Wallersdorf (33)
- Wriesen (37)
- Wölfnitz (33)